# Anastasiya Akopova
Anastasiya Akopova –en ruso, Aнастасия Акопова– (15 de diciembre de 1998) es una deportista rusa que compitió en vela en la clase Formula Kite.
Ganó una medalla de bronce en el Campeonato Mundial de Formula Kite de 2015 y una medalla de plata en el Campeonato Europeo de Formula Kite de 2012.

## Palmarés internacional
| \| Campeonato Mundial \| Campeonato Mundial \| Campeonato Mundial \| Campeonato Mundial \| \| Año \| Lugar \| Medalla \| Clase \| \| ------------------ \| ------------------ \| ------------------ \| ------------------ \| \| 2015 \| Gizzeria (Italia) \| Medalla de bronce \| Formula Kite \| \| Campeonato Europeo \| \| \| \| \| Año \| Lugar \| Medalla \| Clase \| \| 2012 \| Bozcaada (Turquía) \| Medalla de plata \| Formula Kite \| |                    |                   |              |
| Campeonato Mundial |                    |                   |              |
| Año | Lugar              | Medalla           | Clase        |
| 2015 | Gizzeria (Italia)  | Medalla de bronce | Formula Kite |
| Campeonato Europeo |                    |                   |              |
| Año | Lugar              | Medalla           | Clase        |
| 2012 | Bozcaada (Turquía) | Medalla de plata  | Formula Kite |